# José de la Riva Agüero y Sánchez Boquete
José de la Riva-Agüero (né le 3 mai 1783 à Lima, au Pérou et mort le 21 mai 1858 dans la même ville) est un militaire et homme d'État péruvien.

## Biographie
José de la Riva-Agüero y Sánchez-Boquete fut brièvement président de la République, du 28 février au 23 juin 1823.
Il épouse la princesse belge Carolina Arnoldina Irene de Looz-Corswarem, nièce de Joseph Arnold von Looz-Corswarem, dont naît José de la Riva-Agüero y Looz-Corswarem.